# Zygmunt Stojowski
Zygmunt Denis Antoni Jordan de Stojowski (Strzelce, Polònia, 4 de maig de 1870 – Nova York, Estats Units, 5 de novembre de 1946) fou un pianista i compositor polonès.
Va fer els seus primers estudis a Cracòvia i el 1887 es traslladà a París, on va rebre lliçons de Dubois, Diémer i Massenet, obtenint els primers premis de piano i composició el 1889. Finalment passà algun temps al costat de Paderewski, i ensems que es dedicava a l'ensenyança a París, va recórrer com a concertista França, Bèlgica, Anglaterra i Polònia, fins que el 1906 s'establí com a professor a Nova York, havent-ho estat en diversos centres musicals.
Entre les seves composicions cal mencionar: una suite simfònica en mi bemoll menor; una simfonia en re menor; Rapsòdia polonesa per a piano i orquestra; Concert per a piano; estudis i diverses peces per al mateix instrument; una Sonata i un Concert per a violí; Romança per a violí i orquestra; Spring per a cors i orquestra, i A prayer for Poland, per a cors i orquestra.